# Matthias Weisheit
Matthias Weisheit (* 18. Dezember 1945 in Leipzig; † 17. Mai 2004 in Tettnang) war ein deutscher Realschullehrer und Politiker (SPD). Von 1992 bis zu seinem Tod war er Mitglied des Deutschen Bundestages.

## Karriere
Nach dem Abitur 1966 studierte Weisheit ab 1968 an der Pädagogischen Hochschule Weingarten und legte 1972 die zweite Dienstprüfung zum Realschullehrer ab. Von 1972 bis 1992 arbeitete er als Lehrer an Realschulen in Leutkirch und Kißlegg sowie am Bildungszentrum Bodnegg.

## Politik
Im Jahr 1968 trat Weisheit zuerst den Jungsozialisten und 1970 der SPD bei. In der Partei übte er mehrere Funktionen auf Orts- und Kreisebene aus, wie von 1978 bis 1991 als Kreisvorsitzender in Ravensburg und später als Kreisvorsitzender in Biberach an der Riß.
Nachdem Weisheit bei der Bundestagswahl 1990 den direkten Einzug ins Parlament noch verpasst hatte, erwarb er am 29. Juni 1992 die Mitgliedschaft im Deutschen Bundestag als Nachrücker für den ausgeschiedenen Abgeordneten Harald B. Schäfer, der zum Umweltminister des Landes Baden-Württemberg ernannt wurde. Bei den folgenden Bundestagswahlen 1994, 1998 und 2002 wurde Weisheit jeweils über die Landesliste der SPD Baden-Württemberg gewählt. Er war agrarpolitischer Sprecher der SPD-Bundestagsfraktion und zuletzt Obmann im Ausschuss für Verbraucherschutz, Ernährung und Landwirtschaft. Nach seinem Tod rückte Elvira Drobinski-Weiß für ihn in den Bundestag nach.

## Privates
Matthias Weisheit lebte in der Gemeinde Grünkraut im Landkreis Ravensburg. Er war mit Marlene Weisheit verheiratet und hatte eine Tochter sowie einen 1999 verstorbenen Sohn. Er engagierte sich ehrenamtlich in mehreren Vereinen und Verbänden und war Träger der Ehrennadel des Landes Baden-Württemberg.
Am 17. Mai 2004 starb er plötzlich an einem Herzinfarkt.